# هوندا ان۳۶۰
هوندا ان۳۶۰ (به انگلیسی: Honda N360) خودرویی است که در سال‌های ۱۹۶۷–۱۹۷۲توسط شرکت خودروسازی ژاپنی هوندا تولید شده‌است.
این خودرو در کلاس خودروی کی قرار گرفته است. سیستم جعبه‌دندهٔ آن ۴ دنده به صورت دستی است.